# Prinsbisdom Sion
Het prinsbisdom Sion, Duits: Fürstbistum Sitten, Frans: Prince-Évêché de Sion, Latijn: Dioecesis Sedunensis, was een tot de Boven-Rijnse Kreits behorend prinsbisdom binnen het Heilige Roomse Rijk.
Al in de 4e eeuw bestond er in Martigny een bisdom. De zetel van dit bisdom werd in de zesde eeuw verlegd naar Sion. Sinds de achtste eeuw maakte het bisdom deel uit van de kerkprovincie Tarentaise.
In 999 werd het graafschap Wallis door koning Rudolf III van Opper-Bourgondië aan het bisdom geschonken. Doordat het koninkrijk Opper-Bourgondië na het overlijden van Rudolf III in 1032 deel ging uitmaken van het Heilige Roomse Rijk werd de bisschop met zijn wereldlijk gebied rijksvorst.
In 1156 kwam de voogdij over het bisdom aan de Zähringen. De Zähringen werden in 1211 in de Slag bij Ulrichen door het hertogdom Savoye en de bevolking van Wallis verslagen, waardoor er een eind kwam aan hun invloed. Hierna was Savoye de belangrijkste macht in de regio. Het gebied van de bisschop werd daardoor beperkt tot Martigny, Ardon-Chamson en Massongex in Neder-Wallis. Sinds 1361 voerde de bisschop de titel graaf en prefect van Wallis en sinds 1365 voerde de hertog van Savoye de titel van rijksvicaris over de prinsbisdommen Sion, Genève en Lausanne. Na de overwinning bij Visp in 1388 deed Savoye definitief afstand van zijn aanspraken op Opper-Wallis. In 1403 sloot de bisschop een eeuwig verbond met Uri, Unterwalden en Luzern, waardoor het uiteindelijk een deel van Zwitserland zou worden. In 1475 slaagde de bisschop zich onafhankelijk te maken van Savoye en Beneden-Wallis weer in bezit te krijgen.
In 1513 werd het bisdom losgemaakt van de kerkprovincie Tarentaise en direct onder de paus geplaatst. In 1634 werd de bisschop gedwongen formeel afstand te doen van zijn wereldlijke rechten, hoewel hij in naam tot 1798 heer over Wallis en Sion bleef. Toen Zwitserland in 1648 definitief los kwam van het Heilige Roomse Rijk, kwam er ook een eind aan de band van de bisschop met dat rijk.